# Core 'ngrato (film)
Core 'ngrato è un film del 1951, diretto da Guido Brignone, ispirato in parte all'omonima canzone napoletana.
Fu distribuito anche con il titolo in italiano, Cuore ingrato.

## Trama
Elena Franzosi, rimasta orfana, entra come segretaria in casa di Eugenia Battistoni, una vecchia cantante lirica. Alla morte di questa, viene ingiustamente accusata d'essersi impadronita dei gioielli della padrona. Il ladro è stato in realtà Giorgio Suprina, che frequentava la casa, facendo la corte ad Elena. Sottoposta a processo, Elena viene assolta in seguito alla difesa del giovane avvocato Enrico De Marchi. Con l'appoggio dell'avvocato, essa trova anche un posto in una grande sartoria. Un giorno Elena rincontra Giorgio, che le confessa d'aver rubato i gioielli, ma le impone di tacere, minacciando d'accusarla di complicità, se essa lo denuncerà. Innamorata d'Enrico, Elena passa con lui una settimana a Capri. Tornata a Roma è esposta ai ricatti di Giorgio e riceve inoltre la visita di Elvira, madre di Enrico, che le dichiara la sua contrarietà al suo matrimonio col figlio, volendo che questi si fidanzi invece con Ada, una ragazza del suo stesso ceto sociale. Elena rompe quindi la relazione con Enrico, dicendo all'uomo di non essere più innamorata di lui: dopo la nascita di un bambino, frutto della sua relazione con l'avvocato, Elena (dopo essere sopravvissuta ad un difficile parto) riesce ad affermarsi come canzonettista, rifiutando inoltre l'aiuto offertogli da Elvira. Avvicinata nuovamente da Giorgio, che tenta di violentarla, per difendersi, l'uccide. Malgrado l'opposizione di Enrico, che rappresenta la parte civile ed ancora pieno di rancore nei suoi confronti per aver rotto la relazione, Elena viene assolta dall'accusa. Enrico comprende di aver sbagliato e si chiarisce con Elena, riunendosi a lei ed al loro bambino.

## Produzione
La pellicola rientra nel filone melodrammatico-sentimentale, popolarmente detto strappalacrime, molto in voga in quel periodo tra il pubblico italiano (poi ribattezzato dalla critica con il termine neorealismo d'appendice).

## Distribuzione
Il film fu distribuito nelle sale cinematografiche italiane l'11 ottobre 1951.

## Accoglienza
La pellicola risultò uno dei film di maggior successo dell'annata cinematografica 1951-1952 in Italia: incassò infatti 686.000.000 di lire dell'epoca, risultando il terzo maggior introito della stagione, preceduto solo dagli analoghi Anna di Alberto Lattuada ed I figli di nessuno di Raffaello Matarazzo.